# O Hipnotizador
O Hipnotizador é uma série de televisão, de drama, produzida pela HBO Latin America Group em parceria com a HBO Brasil, baseada na HQ argentina El Hipnotizador. Narra a vida de Arenas, um hipnotizador, que passa a ser assombrado por pesadelos. A série, que foi gravada em Montevidéu no Uruguai, estreou em  23 de agosto de 2015 e foi exibida simultaneamente em toda a América Latina, sendo a primeira série bilíngue da HBO. O elenco foi composto por atores brasileiros, argentinos e uruguaios. Nas redes sociais, a série ganhou destaque pela participação da atriz Mel Fronckowiak que possui mais de 1 milhão de seguidores no Twitter.
Em 2016, a série começou a ser exibida nos Estados Unidos pela programação em espanhol da HBO devido ao grande público hispânico no país.

## Sinopse
Arenas (Leonardo Sbaraglia) é um homem de 40 anos solitário, reservado e que só fala quando realmente precisa. Ele é um hipnotizador, e seu poder se concentra na voz grave e no olhar penetrante. Sua inspiração é o doutor Victor Corelli (Ruy Guerra), que sempre apoiou Arenas. O hipnotizador mora no hotel As Violetas, e é amigo do proprietário, Salinero (Cesar Troncoso) e da recepcionista Anita (Bianca Comparato). Com suas capacidades mentais, Arenas também atua como "detetive do inconsciente", e ajuda aqueles que a ele recorrem para desvendar mistérios e trazer a paz.

## Elenco
| Ator               | Personagem |
| ------------------ | ---------- |
| Leonardo Sbaraglia | Arenas     |
| César Troncoso     | Salinero   |
| Bianca Comparato   | Anita      |
| Chico Diaz         | Darek      |
| Juliana Didone     | Lívia      |

### Participações especiais
| Ator              | Personagem |
| ----------------- | ---------- |
| Mel Fronckowiak   | Daria      |
| Marisol Ribeiro   | Carolina   |
| Rodrigo García    | Luiz       |
| Marilú Marini     | Domingas   |
| Chino Darín       | Gregório   |
| Miguel Lunardi    | Castor     |
| Ondina Cais       | Zoraid     |
| Stefanie Neukirch | Margarida  |

## Prêmios e indicações
| Ano  | Prêmio                  | Categoria             | Nomeado         | Resultado |
| ---- | ----------------------- | --------------------- | --------------- | --------- |
| 2015 | Trófeu UOL TV e Famosos | Melhor Série Nacional | O Hipnotizador  | Indicado  |
| 2016 | Prêmio Jovem Brasileiro | Melhor Atriz          | Mel Fronckowiak | Indicado  |